# Виноград, Элияху
Элияху Виноград (10 декабря 1926 — 13 января 2018) — израильский юрист и судья, председатель окружного суда в Тель-Авиве и судья Верховного суда Израиля. Участвовал в работе ряда государственных и общественных комиссий, в том числе — комиссии Винограда по расследованию обстоятельств Второй ливанской войны (2006).

## Биография
Элияху Виноград родился в 1926 году. Известно, что он 24 года работал судьёй, занимал должность председателя окружного суда в Тель-Авиве и был членом Верховного суда Израиля. После выхода в отставку Виноград возглавлял несколько государственных и правительственных комиссий.
Так, Виноград возглавлял одну из комиссий по проверке информации об израильском штурмане Роне Араде, который в октябре 1986 года попал в плен к боевикам ливанской организации «Амаль». По некоторым сведениям, в 1988 году агенты «Хезболлы» продали Арада иранской разведке, с тех пор о нём не было никакой достоверной информации. Комиссия Винограда пришла к выводу, что нельзя однозначно утверждать, будто Арад мёртв.
Летом 2005 года Виноград возглавил юридическую комиссию, рассматривавшую запрос главного военного прокурора Израиля Авихая Мандельблита о лишении воинского звания генерал-майора запаса бывшего министра обороны Ицхака Мордехая. Мандельблит инициировал процесс после того, как Мордехай был признан виновным в сексуальных домогательствах по отношению к двум женщинам, которые в разное время находились в его подчинении, и приговорён к полутора годам тюремного заключения условно. Кроме Винограда, в комиссию входили председатель дисциплинарного суда при Управлении госслужащих Йосеф Тельраз и полковник Авиэзер Яари. После двух заседаний судья Виноград принял решение не лишать Мордехая званий за его вклад в защиту Израиля.
В июне 2006 года специальная комиссия по реформе высшего образования под руководством Винограда рекомендовала правительству существенно снизить плату за обучение. Решение комиссии Винограда одобрили представители студенческих профсоюзов, но не правительство, которое создало новую комиссию под председательством бывшего министра финансов Авраама (Байги) Шохата, отказавшегося снижать плату за обучение.
17 сентября 2006 года Виноград возглавил правительственную проверочную комиссию, которая должна была заняться расследованием действий военного и политического руководства Израиля в ходе Второй ливанской войны и проверкой всей деятельности на северной границе со времени вывода израильских войск из Южного Ливана в 2000 году. Комиссия под руководством Винограда была учреждена премьер-министром Израиля Эхудом Ольмертом под давлением общественности: ранее он пытался создать аналогичные комиссии, которые работали бы под контролем правительства. Ольмерт пообещал наделить правительственную комиссию расширенными полномочиями, вплотную приближающими её к статусу полноценной государственной комиссии. Комиссия Винограда получила право вызывать повесткой на допросы официальных лиц, предоставлять иммунитет свидетелям и формулировать рекомендации правительству. Кроме Винограда в состав комиссии вошли два профессора Еврейского университета Рут Габизон и Йехезкель Дрор, а также два отставных офицера генерал-майор Хаим Надаль и генерал-майор Менахем Эйнан. Все пятеро членов комиссии прошли проверку юридического советника Мени Мазуза на отсутствие личных интересов и персональных конфликтов.
30 апреля 2007 года была обнародована открытая часть промежуточного отчёта комиссии Винограда, в которой рассматривались первые пять дней войны (до 17 июля 2006 года). Виновными в провале Второй ливанской войны в докладе были названы премьер-министр Ольмерт, министр обороны Амир Перец и бывший начальник Генерального штаба Армии обороны Израиля Дан Халуц. По мнению членов комиссии, ради поддержки военной операции Ольмерт манипулировал министрами, Халуц не имел чёткого плана кампании, а Перец, не имевший военного опыта, отказался от помощи экспертов и специалистов. Доклад комиссии Винограда не содержал призыва к немедленной отставке Ольмерта или Переца, тем не менее, по мнению экспертов, такая формулировка могла появиться в окончательном отчёте комиссии, который должен выйти летом 2007 года.
10 мая 2007 года комиссия Винограда опубликовала протоколы показаний Ольмерта, Переца и Халуца. На публикации настояла депутат Кнессета от партии «Мерец» Захава Гальон. Рассчитывая на отставку правительства и проведение досрочных выборов, Гальон добивалась публикации протоколов ещё до обнародования промежуточного отчёта и даже заручилась поддержкой Верховного суда и его председателя Дорит Бейниш. Однако тогда члены комиссии Винограда отказались разглашать показания Ольмерта, Переца и Халуца, пригрозив уйти в отставку.